# Stadtmitte (Düsseldorf)
Stadtmitte, bis 1961 Süd-Pempelfort, ist einer der 50 Stadtteile von Düsseldorf und befindet sich im Stadtbezirk 1. Mit 1,77 Quadratkilometern und rund 15.000 Einwohnern gehört Stadtmitte zu den dicht besiedelten Stadtteilen. Stadtmitte ist das wirtschaftliche Zentrum der Landeshauptstadt. Der Stadtteil wird im Westen durch die Altstadt mit der Carlstadt und im Osten durch die Bahnstrecke Köln–Duisburg mit dem Hauptbahnhof begrenzt. Stadtmitte ist durch große Gegensätze geprägt, die sich in der Herausbildung verschiedener Milieus zeigen. Neben zahlreichen Büros bietet der Stadtteil die höchste Konzentration von Einzelhandelsgeschäften in Düsseldorf, darunter vier große Kaufhäuser sowie drei Einkaufszentren. Die wichtigste Einkaufsstraße ist die Schadowstraße, die zu den meistfrequentierten und umsatzstärksten Straßen Deutschlands gehört. Überregional und international bekannt ist die Königsallee, Düsseldorfs Luxuseinkaufsstraße.

## Geschichte
Soweit östlich des Stadtgrabens und der Königsallee gelegen, entstand der Stadtteil als Stadterweiterung des 19. Jahrhunderts. Den Plan von 1841, der die Bebauung nach Osten bis auf etwa die Höhe der heutigen Tonhallenstraße und nach Süden bis zur Achse der Bahnstraße regelte, entwickelten Adolph von Vagedes und Franz Anton Umpfenbach unter Mitwirkung von Anton Schnitzler.

## Lage

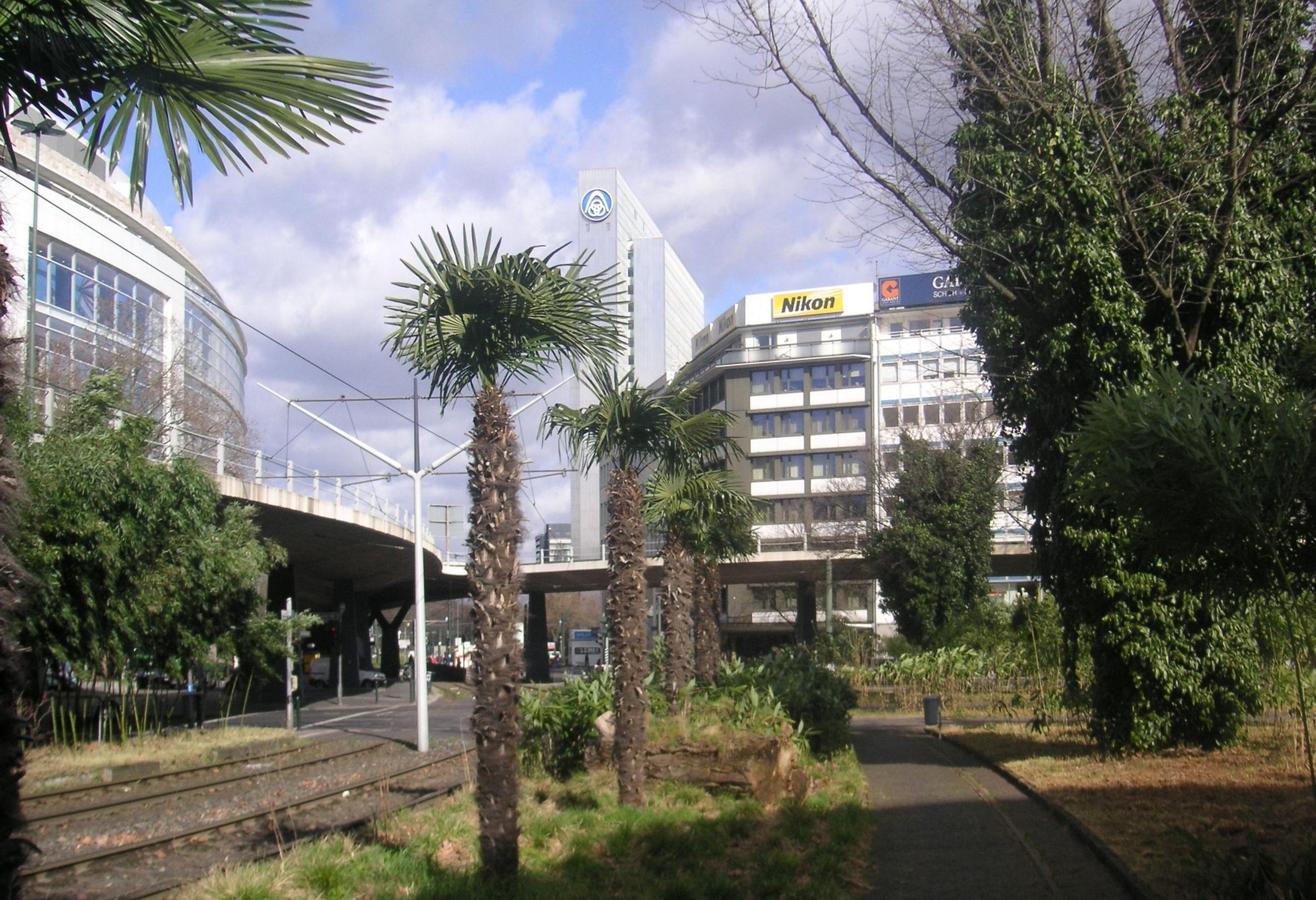
Im Herzen von Stadtmitte

Stadtmitte liegt östlich der Altstadt und der Carlstadt. Im Norden grenzen Pempelfort, im Osten Düsseldorf-Düsseltal, Flingern-Nord, Flingern-Süd, im Südosten Oberbilk und im Süden Friedrichstadt an. Die Abgrenzungen zu den anderen Stadtteilen sind oftmals selbst Einheimischen nicht bekannt. Die südliche Grenze des Stadtteils bildet die Graf-Adolf-Straße, die östliche die Bahnstrecke Köln–Duisburg mit dem Hauptbahnhof. Im Westen trennen die Heinrich-Heine-Allee sowie die Kasernenstraße den Stadtteil von der Altstadt mit der Carlstadt und im Norden der Hofgarten von Pempelfort, wobei der Teil der Parkanlage mit der Landskrone sowie der Bereich südlich der Achse der Reitallee zu Stadtmitte gehört.
Trotz seiner geringen Fläche ist die Struktur des Stadtteils Stadtmitte nicht homogen, was sich unter anderem an den Bodenpreisen zeigt, die nördlich des Worringer Platzes zwischen 2600 und 3200 Euro pro Quadratmeter liegen, während kaum einen Kilometer entfernt auf der Königsallee Werte von 13.000 bis 40.000 Euro pro Quadratmeter ermittelt werden (Bodenrichtwertkarte, Stand August 2020). Im Rahmen des Düsseldorfer Parkleitsystems hat die Stadt die Innenstadt in Quartiere aufgeteilt. Auf den Stadtteil Stadtmitte entfallen die Parkraumquartiere „Kö“, „Hauptbahnhof“ und „Schadowstraße“. Daneben gibt es mehrere „inoffizielle“ Viertel, die lokal bekannt sind und deren Abgrenzung nicht immer eindeutig ist.

### Finanzplatz Düsseldorf

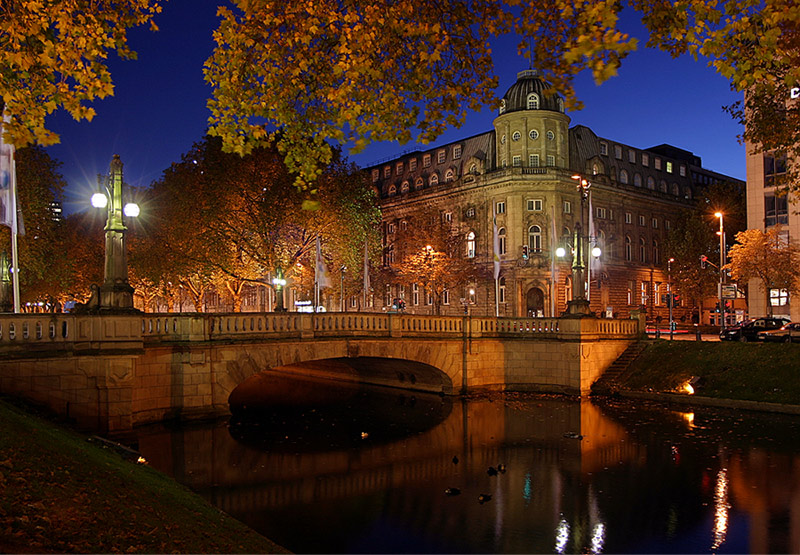
Die Königsallee bei Nacht mit Blick auf die Deutsche Bank

Das Bankenviertel umfasst die vier parallel in Nord-Süd-Richtung verlaufenden Straßen Kasernenstraße, Breite Straße, Königsallee und Berliner Allee und bildet einen Teil des Finanzplatzes Düsseldorf. In diesen Straßenblocks befinden sich die Niederlassungen der Deutschen Bank und der Commerzbank sowie die Gebäude der ehemaligen Niederlassung der Dresdner Bank, die bis 2019 zur Commerzbank gehörten. Die Commerzbank gab 2019 den ehemaligen Hauptsitz der Dresdner Bank an der Königsallee auf und verteilte die Mitarbeitenden auf Standorte in der Breite Straße und im Büropark Am Seestern. Bis in die 1990er Jahre war Düsseldorf Sitz eines Teils des Vorstandes der drei großen deutschen Geschäftsbanken. Die einstige Bedeutung der Düsseldorfer Filialen zeigt sich in deren Monumentalarchitektur der Gründerzeit. Weitere bedeutende Bankzentralen sind unter anderem die Targobank, die Stadtsparkasse Düsseldorf, die Kreissparkasse Düsseldorf (die jedoch genau genommen in Carlstadt liegt), die HypoVereinsbank sowie die Bank of Tokyo-Mitsubishi UFJ. Auch internationale Banken wie die chinesische ICBC (Königsallee) und die Bank of China (Benrather Straße) sowie BBVA (Benrather Straße) befinden sich im Bankenviertel. Außerdem befinden sich in Stadtmitte der Sitz der Hauptverwaltung der Deutschen Bundesbank in NRW und die Börse Düsseldorf. Des Weiteren sind hier zahlreiche Unternehmensberatungen und große Anwaltskanzleien ansässig. Das 2021 fertiggestellte Kö-Quartier beherbergt eine Reihe internationaler Anwaltskanzleien und Finanzdienstleister wie die Wirtschaftskanzlei Dentons und die Privatbank Berenberg. Die Westdeutsche Zeitung und die Rheinische Post haben hier große Lokalredaktionen. Bis 2018 befand sich auf der Kasernenstraße der Hauptsitz des Handelsblattverlages (ebenfalls in Carlstadt). Der Verlag hat 2019 ein neues Bürogebäude in Düsseldorf-Derendorf bezogen. Neuer Mieter wurde in der Kasernenstraße das FinTech Auxmoney. Das Bankenviertel ist ein begehrter Bürostandort. Hier werden die höchsten Büromieten der Landeshauptstadt gezahlt. Jedoch verzeichnete der zentrale Standort zuletzt einige Standortverlagerungen. Das traditionsreiche Bankhaus HSBC Trinkaus & Burkhardt und das Bankhaus Lampe verlagerten ihre Zentralen in andere Düsseldorfer Stadtteile. Allerdings ziehen weiterhin neue Banken ins traditionelle Bankenviertel, wie das Bankhaus Metzler im Jahr 2021. Der Einzelhandel konzentriert sich auf der Ostseite der Königsallee. Das Viertel verfügt mit dem Breidenbacher Hof und dem Intercontinental über zwei Hotels der Luxusklasse.

### Japanisches Viertel

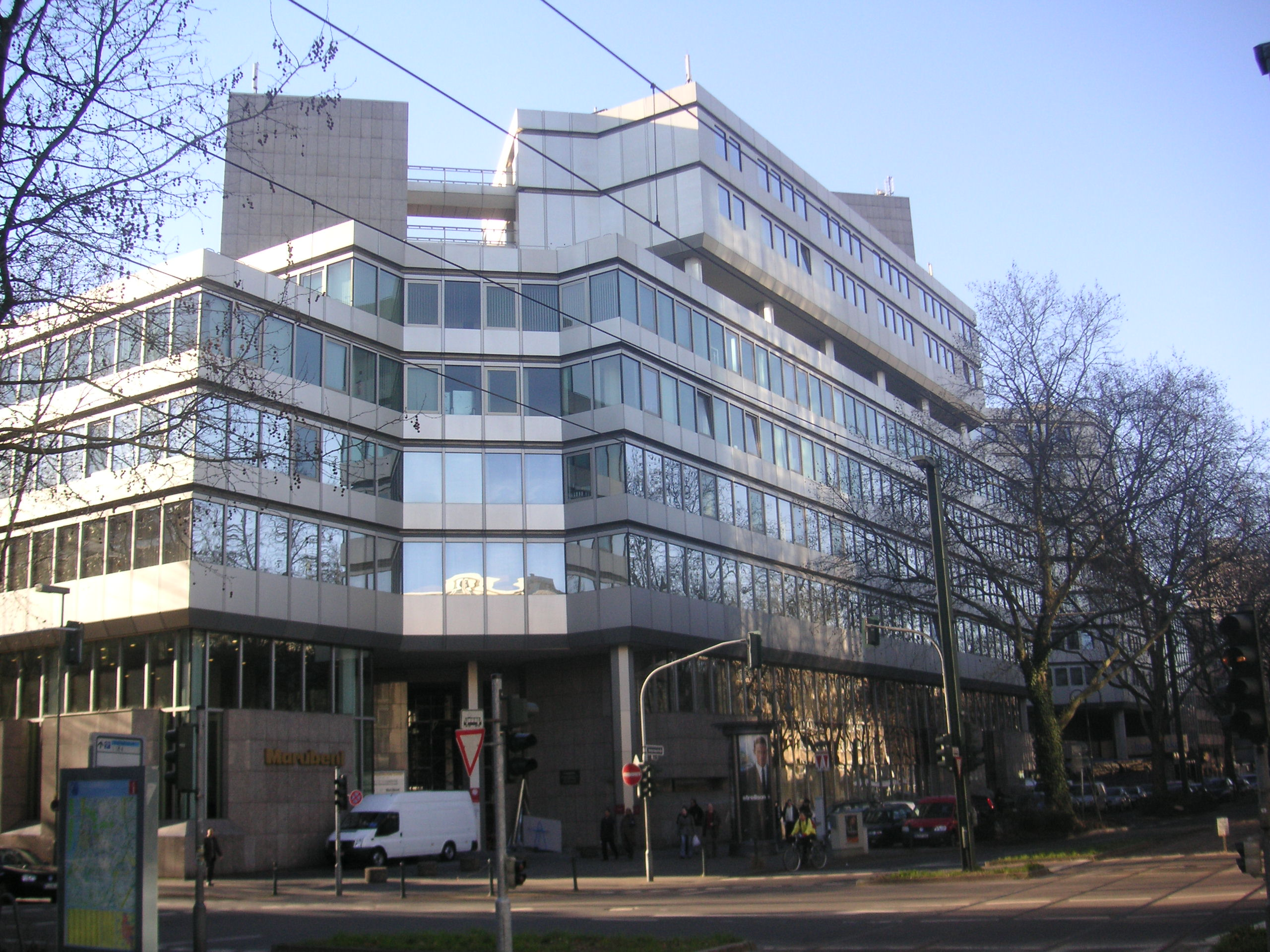
Deutsch-Japanisches Center an der Immermannstraße

In Düsseldorf sind etwa 450 japanische Unternehmen ansässig, etwa 8.600 Japaner leben im Regierungsbezirk Düsseldorf. In dem Bereich zwischen Berliner Allee, Klosterstraße, Charlottenstraße und Graf-Adolf-Straße finden sich auf einem knapp dreißig Hektar großen Gebiet zahlreiche Niederlassungen japanischer Unternehmen. Das Zentrum der japanischen Aktivitäten ist die Immermannstraße. Hier wurde 1978 das Deutsch-Japanische Center errichtet, welches neben 12.000 m² Bürofläche das 600-Betten-Hotel Nikkō umfasst. Das Center ist Sitz der japanischen Handelskammer, des Generalkonsulats und europäischer Hauptsitz des Marubeni-Konzerns. Neben japanischen Handelsunternehmen, Banken, Versicherungen, Transportunternehmen und Werbeagenturen hat sich ein weites Spektrum japanischer Dienstleister, Gastronomen und Einzelhändler angesiedelt. So finden sich auf der Immermannstraße sowie in den benachbarten Straßenzügen zwei japanische Supermärkte, mehrere Buchhandlungen, Videotheken, Spezialgeschäfte und japanische Ärzte. Deutsche Dienstleister wie Apotheken, Metzgereien, Hotels oder Handyshops haben sich mit speziellen Angeboten auf die fernöstliche Klientel eingestellt. In der deutschen Cosplayszene ist das japanische Viertel von Düsseldorf bekannt, da Liebhaber von Mangas und Animes die neuesten Hefte und Filme aus Japan finden.

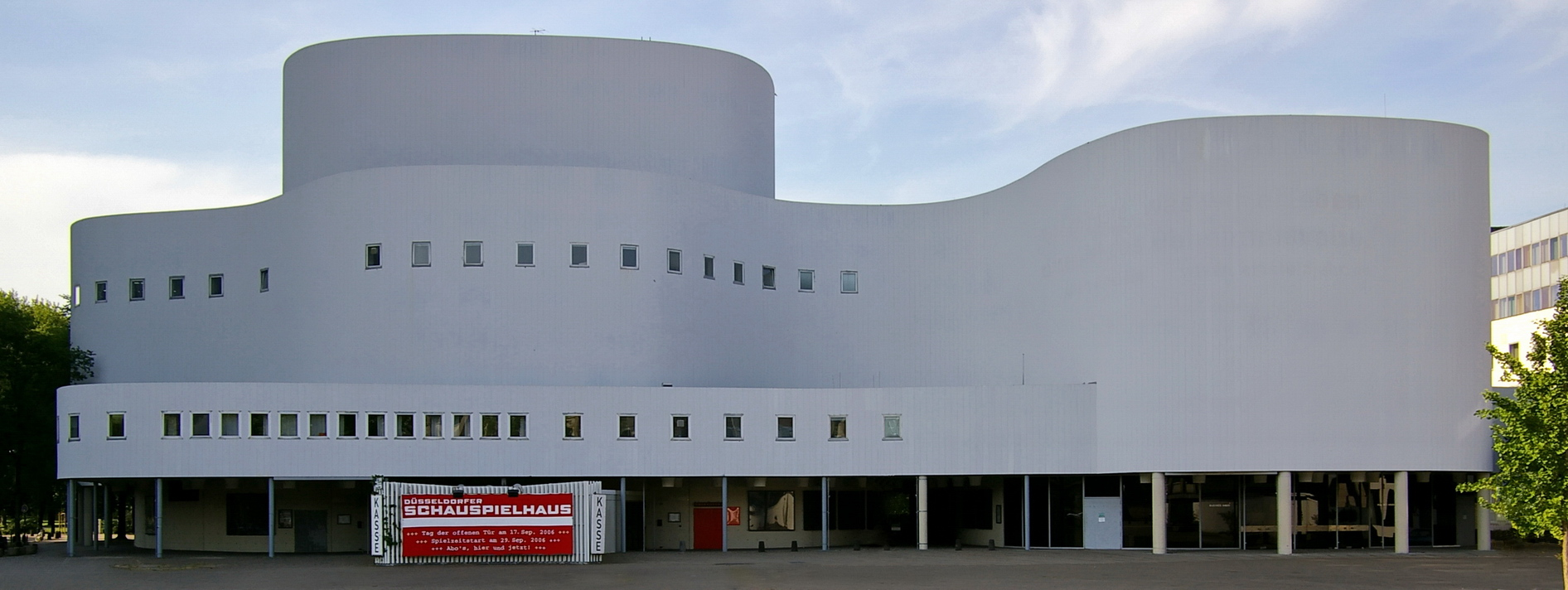
Düsseldorfer Schauspielhaus

In den letzten Jahren haben sich im japanischen Viertel zudem zahlreiche andere asiatische Dienstleister und Restaurants niedergelassen, insbesondere Chinesen und Südkoreaner, so dass im Herzen der Düsseldorfer Innenstadt eine große Bandbreite ostasiatischer Alltagskultur angeboten wird. Während viele japanische Familien in den linksrheinischen Stadtteilen Oberkassel und Niederkassel wohnen, sind zahlreiche japanische Mitarbeiter mit befristeten Arbeitseinsätzen in Firmenwohnungen oder spezialisierten Hotels in Stadtmitte untergebracht.

## Sehenswürdigkeiten

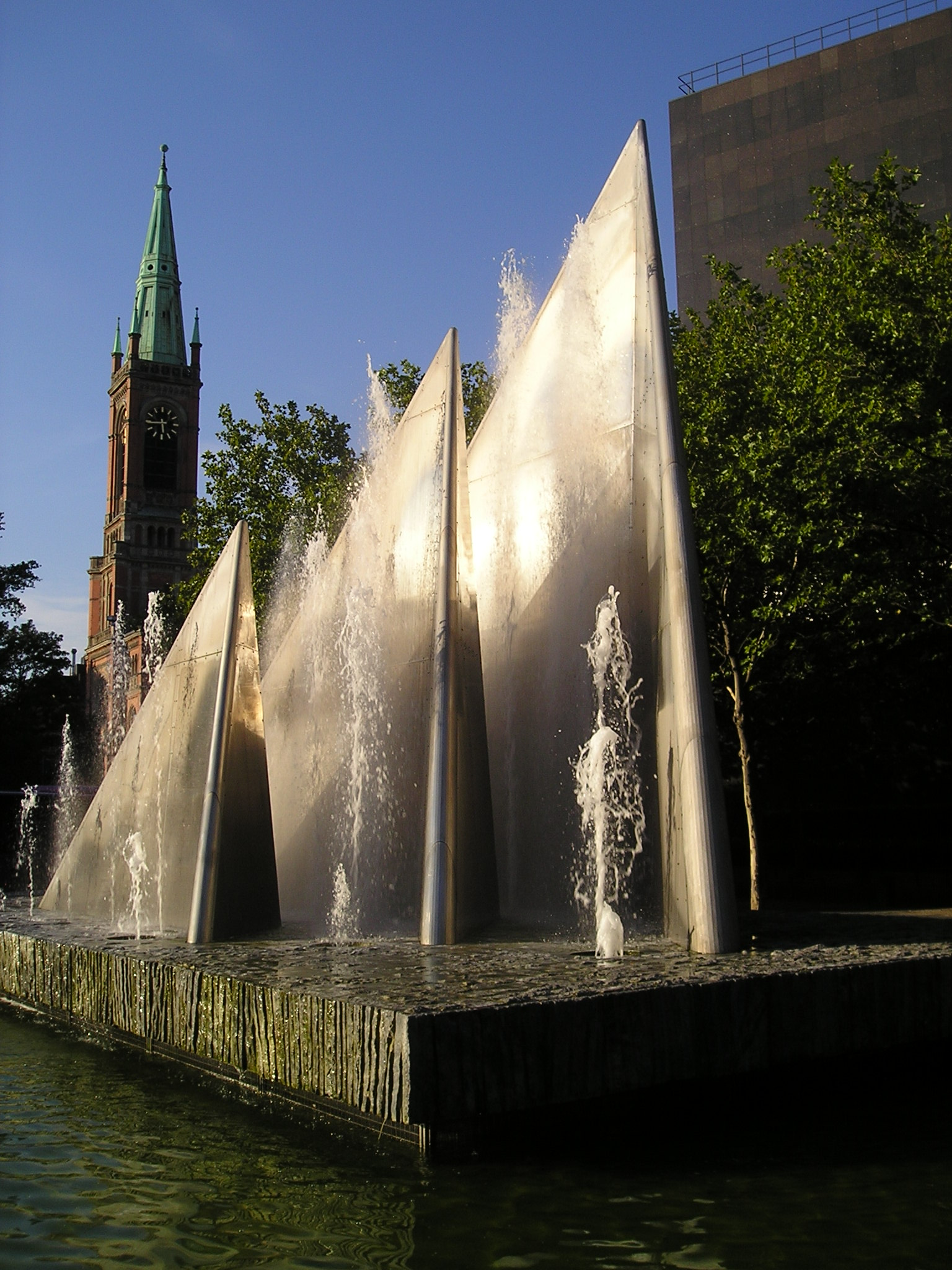
Platz der Deutschen Einheit vor der Deutschen Bundesbank mit dem Dreisegelbrunnen von Heinz Mack (1988), im Hintergrund die Johanneskirche

- Königsallee: ein in nord-südlicher Richtung verlaufender breiter Boulevard mit Bäumen und Kö-Graben im Stadtzentrum von Düsseldorf, in Kurzform auch „Kö“ genannt
- Hofgarten: seit 1769 bestehender, ältester Volksgarten Deutschlands
- Wilhelm-Marx-Haus: erbaut 1922–1924, eines der ältesten Hochhäuser Europas an der Heinrich-Heine-Allee
- Bergischer Löwe: ein Standbild aus Bronze aus dem Jahr 1963
- Schauspielhaus: ein 1970 von Bernhard Pfau entworfener Neubau am Gustaf-Gründgens-Platz
- Börse Düsseldorf: ein 1970 fertiggestellter Neubau am Gustaf-Gründgens-Platz
- Deutsche Bundesbank Hauptverwaltung NRW
- Johanneskirche
- Dreischeibenhaus: erbaut 1957–60, ein 94 Meter hohes Büro- und Verwaltungsgebäude

## Verkehr

### Individualverkehr
Mehrere wichtige Hauptverkehrsachsen führen in und durch den Stadtteil, allerdings keine Straßen von überörtlicher Bedeutung. Die auch den Stadtteil Stadtmitte prägende Hochstraße „Tausendfüßler“ wurde im Jahr 2013 abgerissen. Das bekannte Verkehrsbauwerk ermöglichte die Zufahrt zur Berliner Allee, eine der verkehrsreichsten Düsseldorfer Straßen und die wichtigste Nord-Süd-Achse der Stadt. Der Stadtteil verfügt über rund 20 Parkhäuser, trotz derer es in Stoßzeiten zu Engpässen in der Parkraumversorgung kommen kann. Das Parken auf der Straße ist fast überall kostenpflichtig oder Anwohnern vorbehalten. Fahrradwege sind bis auf den Bereich Königsallee nur rudimentär vorhanden.

### Öffentlicher Personennahverkehr
Sämtliche Stadtbahnlinien durchqueren den Stadtteil unterirdisch. Hinzu kommt ein dichtes Netz von Bussen und Straßenbahnen. Wichtige Umsteigepunkte sind der Hauptbahnhof und der U-Bahnhof Heinrich-Heine-Allee, von dem die Busse in die Vororte und Nachbarstädte abfahren. Des Weiteren liegen an der neuen Wehrhahn-Linie die U-Bahnhöfe Schadowstraße und Pempelforter Straße, die Umsteigemöglichkeiten zur Straßenbahn bieten.

### Bahnregional- und Bahnfernverkehr
Der Düsseldorfer Hauptbahnhof wird täglich von 250.000 Personen genutzt und ist ein Fernverkehrsknoten. Hier treffen der Fern-, Regional- und S-Bahnverkehr aufeinander. Zudem bestehen Umsteigemöglichkeiten zu Stadtbahnen, Straßenbahnen und Bussen.